# Jelenie Rogi
Jelenie Rogi – niestandaryzowana nazwa części wsi Ławszowa w Polsce położona w województwie dolnośląskim, w powiecie bolesławieckim, w gminie Osiecznica.
W latach 1975–1998 miejscowość administracyjnie należała do województwa jeleniogórskiego.